# Centurion (albero)
Centurion è un esemplare di eucalipto australiano della Tasmania, che con un'altezza di 99,6 metri è l'albero più alto del mondo escludendo le sequoie.
Si trova all'interno della Tahune Forest Reserve, circa 80 km a sudovest di Hobart.
Il nome Centurion è stato scelto con riferimento alla sua altezza di pressoché 100 metri.
Venne scoperto in ottobre del 2008 da tecnici forestali della riserva e misurato con strumentazioni laser. Ha un diametro,  misurato a 1,40 m d'altezza dal suolo, di 4,05 metri, ed un volume di 468 m3.
È l'albero a legno duro più alto del mondo, ed anche il più alto tra quelli che producono fiori.
Precedentemente alla sua scoperta, il record di altezza tra le angiosperme era detenuto da un altro eucalipto australiano chiamato Icarus dream (sogno d'Icaro), che misura 97 metri.